# William Walton
William Turner Walton OM (Oldham, Lancashire, Inglaterra, 29 de Março de 1902 — Ischia, Itália, 8 de Março de 1983) foi um compositor e maestro, inglês que criou bandas sonoras clássicas. Em 1944, inicia a primeira colaboração com o actor e cineasta Laurence Olivier no filme: Henrique V (Henry V) (1944), Hamlet (Hamlet) (1948), Ricardo III (Richard III) (1955) e As Três Irmãs (Three Sisters) (1970).
Seu estilo foi influenciado pelas obras de Stravinsky e Prokofiev, bem como música de jazz, e é caracterizada pela vitalidade rítmica. Sua produção inclui obras orquestrais e coral, música de câmara e música cerimonial, bem como a notável produção cinematográfica. Suas primeiras obras, especialmente Edith Sitwell Façade trouxe notoriedade como um modernista mas foi com a orquestra sinfônica e obras como Belshazzar's Feast que ganhou reconhecimento internacional.

## Obras

### Ópera
- Troilus and Cressida (1954, com libreto de Christopher Hassall )
- The Bear, ópera em um acto (1967, basedo em The Bear or The Boor de Anton Chekhov)

### Ballet
- The Wise Virgins (1940, basedo na música de J. S. Bach)
- The Quest (1943, escrito por Frederick Ashton)

### Orquestral
- Symphony No. 1 (1935, escrito por Hamilton Harty)
- Symphony No. 2 "Liverpool" (1960)
- Portsmouth Point, (1925)
- Façade (poema) Suites para Orquestra (1926 e 1938)
- Crown Imperial (musical composition), (1937)
- Scapino Overture (1940)
- Music for Children (1941)
- Spitfire Prelude and Fugue (1942)
- Orb and Sceptre, (1953)
- Johannesburg Festival Overture (1956)
- Partita for Orchestra (1957)
- Prelude for Orchestra (Granada) (1962)
- Hindemith Variations (1963)
- Capriccio burlesco (1968)
- Improvisations on an Impromptu de Benjamin Britten (1969)
- Sonata for String Orchestra (1971)
- Varii Capricci for Orchestra (1976)

### Violão
- Five Bagatelles (1970-71)

### Bandas sonoras
Nota: Datas indicadas são da composição musical, não da realização do filme.
- Escape Me Never, direção de Paul Czinner (1934)
- As You Like It, direção de Paul Czinner (1936)
- Dreaming Lips, direção de Paul Czinner (1937)
- A Stolen Life, direção de Paul Czinner (1938)
- Major Barbara, direção de Gabriel Pascal (1941)
- The Next of Kin, direção de Thorold Dickinson (1941)
- The Foreman Went to France, direção de Charles Frend (1942)
- The First of the Few, direção de Leslie Howard (1942)
- Went the Day Well?, direção de Alberto Cavalcanti (1942)
- Henry V (1944 film), direção de Laurence Olivier (1944)
- Hamlet (1948 film), direção de Laurence Olivier (1947)
- Richard III (1955 film), direção de Laurence Olivier (1955)
- Battle of Britain (film), direção de Guy Hamilton (1969)
- Three Sisters (1970 film), direção de Laurence Olivier (1969)